# Железноносая Босорканя
«Железноносая Босорканя» (также «Железноносая баба», укр. Залізноноса Босорканя) — украинская народная сказка, мотивы этой волшебной сказки сочетаются с бытовыми.
Босорка — мифологический персонаж народов Карпат (венгров, румын, славян), ведьма или колдун с чертами вампира.

## Сюжет
В сказке рассказывается про одного человека, у которого было столько деточек, сколько в решетке дырочек, и ещё одним больше. После смерти жены ему нечем было кормить детей, и он, взяв на плечо топор, собрался в дорогу.
В тёмном лесу обнаружил он хижину, в которой было тепло и светло. В углу хижины сидела уродливая старуха с длинным железным носом, назвавшаяся матерью чёрта, который заберёт его в ад. Спасти его старуха может только при одном условии — если мужчина возьмет её в жены; заодно получит богатое приданое, на которое обеспечит своих детей. От безысходности мужчина согласился, старуха завела его в подземный амбар, где они нагрузили мешки с добром и двинулись на телеге, запряжённой ослом, домой к мужчине.
В пути мужчина думал, как избавиться от старухи, и на отдыхе на опушке леса отрубил он заснувшей ведьме нос. Нос переломился, старуха дико закричала и умерла. Услышав крик матери, на помощь ей из ада бросился чёрт. Мужчина что есть духу на осле добрался до дома, но на пороге чёрт его перехватил и хотел убить. На крик во дворе из хаты выбежали голодные дети. Бросились они к черту, выкрикивая, мол, обдерут с него кожу и сошьют ботинки, из рогов сделают дудки, а мясо пойдет на еду. Черт перепугался, бросился в лес, на опушке схватил свою мёртвую мать и затем вскочил в ад. С тех пор мужчина с детьми стал самым богатым человеком в деревне, живя в добре и достатке.